# 巳碧
巳碧（みたま、1988年6月22日 - ）、は、埼玉県朝霞市出身のプロマジシャン。血液型B型。『OFFICE MiTaMa』所属。
座右の銘「為せば成る。為さねば成らぬ」

## 人物・略歴
2005年、17歳の時に独学でマジックを学び、高校在学中にしてプロデビュー。
2012年、テレビ朝日で行なわれた"マジシャンの世界一!"を決める番組「もう一度見たいのは誰だ!?超マジシャンズリーグ」で史上最年少で優勝。
2013年、24歳でアメリカにて州知事などが参加したレセプションパーティーに特別ゲストとして、初の単独公演も行う。
24歳でアメリカにて州知事などが参加したレセプションパーティーに特別ゲストとして、初の単独公演も行い、翌年からはマジックのアイディアを取り入れた舞台演出や指導、イベントの提案などもこなし、マルチに活動を開始する。
2017年配信の「日村がゆく」ではマジックの歴史を日村勇紀に教示するため、ユリ・ゲラー、Mr.マリック、マギー司郎、トランプマン、前田知洋、セロ、DaiGoなど歴代マジシャンの技を独自の解釈で再現した。
地上波などのメディアでもレギュラー番組を持ち、長澤まさみ、深田恭子、織田裕二、バナナマンなどの様々な有名人とも共演を果たす。
現在ではメディアはもちろんのこと、各種企業イベントや様々なVIPのパーティーからも多数声が掛かり、観客の目の前で行われるクロースアップマジックから、数千人規模のイリュージョンまでこなし、これまで誰もが体験したことのない、新しい形のマジックも取り入れ、毎回観客を120%魅了させ、日に日に活動の幅を広げている。
今までのマジック界の印象を変えるマジシャン。

## 出演

### テレビ
- レギュラー番組 絶対！見たくな〜るTV（2018年〜フジテレビ）
- もう一度見たいのは誰だ!?超マジシャンズリーグ（2012年8月18日、テレビ朝日）優勝
- ひるおび!（2011年11月23日、12月23日、TBS）
- おじゃまっテレ（2011年2月2日、2月3日、6月22日、福井放送）[3]
- メレンゲの気持ち（2012年6月30日、日本テレビ）
- 音ボケPOPS（2012年10月07日、2012年12月23日、BS-TBS）
- ウラマヨ!（2013年6月1日、2014年6月11日、関西テレビ）
- お願い!ランキング（2013年11月4日、2014年11月13日、テレビ朝日）
- 年収格差別!!お金バラエティ「ピラミッド」（2014年3月1日、TBS）
- キスマイGAME（2015年05月27日、テレビ朝日）
- プレミアの巣窟（2016年1月25日、フジテレビ）
- キスマイ魔ジック（2016年4月5日、テレビ朝日）
- シンデレラアカデミー（2016年8月9日、 TOKYOMX）
- AbemaTVナビ（2016年9月8日、AbemaTV）
- オタ恋（2016年10月29日、AbemaTV）
- オタ恋（2016年11月11日、2016年11月18日、2016年11月25日、BS朝日）
- 大阪ほんわかテレビ （2017年5月5日、読売テレビ）
- THEお題シアター（2017年5月20日、フジテレビ）
- ソレダメ!～あなたの常識は非常識!?～（2017年5月31日、テレビ東京）
- バラエティ開拓バラエティ 日村がゆく（2017年11月1日、2017年11月15日、AbemaTV）
- ジョブチューン （2018年3月3日、TBS）
- 西川学園高等学校、略してN高！（2018年4月23日、ニコニコ生放送）
- 全力TV （2019年6月16日、AbemaTV）
- モノノケハント （2021年1月08日、2021年3月29日、フジテレビ））
- ニンゲン観察バラエティ モニタリング （2021年4月8日、TBS）
- くりぃむしちゅーのハナタカ!優越館（2021年8月26日、テレビ朝日）
- かまいガチ （2022年6月1日、AbemaTV）
- ザ・マジックシアター　世界も驚く！これが日本のマジシャンだSP（2022年12月10日、BSフジ）
- ヒロミ・指原の"恋のお世話始めました"（2023年6月8日、AbemaTV）

### ウェブテレビ
- バラエティ開拓バラエティ 日村がゆく（2017年10月‐2020年、AbemaTV）日村マジックショー・コーナーレギュラー[2]
- 全力TV（2019年6月16日[4][5]、AbemaTV）
- かまいガチABEMA特別編（2022年6月1日、AbemaTV）[6]
- ヒロミ・指原の"恋のお世話始めました"（2023年6月8日、AbemaTV）[7][8]